# Jürg Vollmer

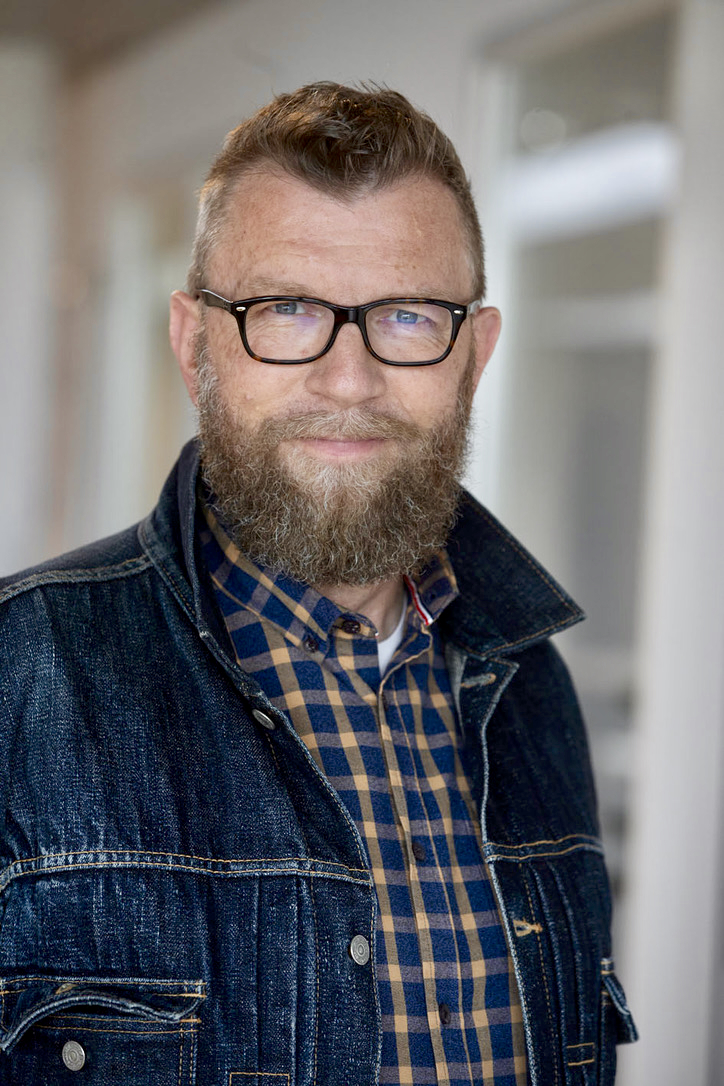
Jürg Vollmer (2023)

Jürg Vollmer (* 30. Januar 1962 in Chur) ist ein Schweizer Journalist.

## Leben
Vollmer erhielt eine Ausbildung als Journalist 1984 am Medien-Ausbildungs-Zentrum (MAZ) und danach beim Schweizer Fernsehen. Von 1982 bis 1990 war er Redaktor unter anderem bei der Schweizerischen Politischen Korrespondenz (SPK) in Bern und St. Gallen. Von 1990 bis 1996 arbeitete er als Redaktor und Korrespondent für das Schweizer Fernsehen in Zürich und für das Deutsche-Welle-TV in Köln. 1996 bis 1997 war er Chefredaktor der Satirezeitschrift Nebelspalter.
Von 1998 bis 2001 absolvierte Jürg Vollmer an der Universität Freiburg den Diplom-Lehrgang Verbands-/NPO-Management. Parallel dazu war er Schweizer Geschäftsführer von Menschen für Menschen, einer von Karlheinz Böhm gegründeten Stiftung, die in Äthiopien Hilfe zur Selbstentwicklung betreibt. Von 2001 bis 2004 arbeitete er als Kommunikationsberater verschiedener Nichtregierungsorganisationen (NGO) in Osteuropa und Ostafrika. Von 2004 bis 2008 war er Kommunikationbeauftragter der Schweizerischen Blindenbibliothek SBS.
Er ist Mitbegründer der am 1. Mai 2009 nach dem amerikanischen Vorbild von ProPublica entstandenen, 2011 wieder aufgelösten Organisation für spendenfinanzierten Journalismus maiak – The Newsroom of Eastern Europe.
Von April 2010 bis Mai 2011 war Jürg Vollmer Co-Präsident der Gesellschaft Schweiz-Russland sowie Stiftungsrat des Jugendaustausch Schweiz-GUS.
Von 2011 bis 2016 war er Projektleiter und Chefredaktor verschiedener Medien, Nichtregierungsorganisationen (NGO) und Unternehmen in der Schweiz (u. a. Aroser Zeitung, HMQ Ingenieure, Pizol Bergbahnen und BienenSchweiz – Imkerverband der deutschen und rätoromanischen Schweiz). Von 2014 bis 2017 war er auch Autor für das Schweizer Fachmagazin für die Landwirtschaft die grüne und das Schweizer Nachrichtenportal watson.
Von 2017 bis 2024 war Jürg Vollmer Chefredaktor von die grüne.
Vollmer ist verheiratet und lebt in Thun.

## Auszeichnungen
- Schweizerisch-Russischer Journalistenpreis 2008 für das Weblog «Krusenstern» und dessen «kritische, aber respektvolle Annäherung an Russland, Belarus und Ukraine».[8]